# Acidota cruentata
Acidota cruentata är en skalbaggsart som beskrevs av Mannerheim 1830. Acidota cruentata ingår i släktet Acidota, och familjen kortvingar. Arten är reproducerande i Sverige.